# Дрогичин
Дроги́чин (бел. Драгі́чын) — город на юге Беларуси, административный центр Дрогичинского района Брестской области. Город расположен на железнодорожной линии Брест — Гомель, автомобильные дороги Дрогичин — Береза (Р84) и Дрогичин-Белоозерск (Р136).
Численность населения — 14 743 человек (на 1 января 2025 года).

## Этимология
Название города объясняют по-разному. Одни связывают его с дреговичами («дригавичами»), которые когда-то населяли южную часть Белоруссии, другие — с размещением Дрогичина на перекрёстке важных дорог, третьи — с особенностями «дарог», «дрог».

## Геральдика
Герб утверждён решениями Дрогичинского районного исполнительного комитета от 19 мая 1998 года № 310 и Дрогичинского районного Совета депутатов от 4 июня 1998 года № 374. Зарегистрирован в Гербовом матрикуле Республики Беларусь 9 июня 1998 года № 15.
Флаг учреждён Указом Президента Республики Беларусь от 2 декабря 2008 года № 659 и зарегистрирован в Государственном геральдическом регистре Республики Беларусь 23 января 2009 года № Б-155.

## История

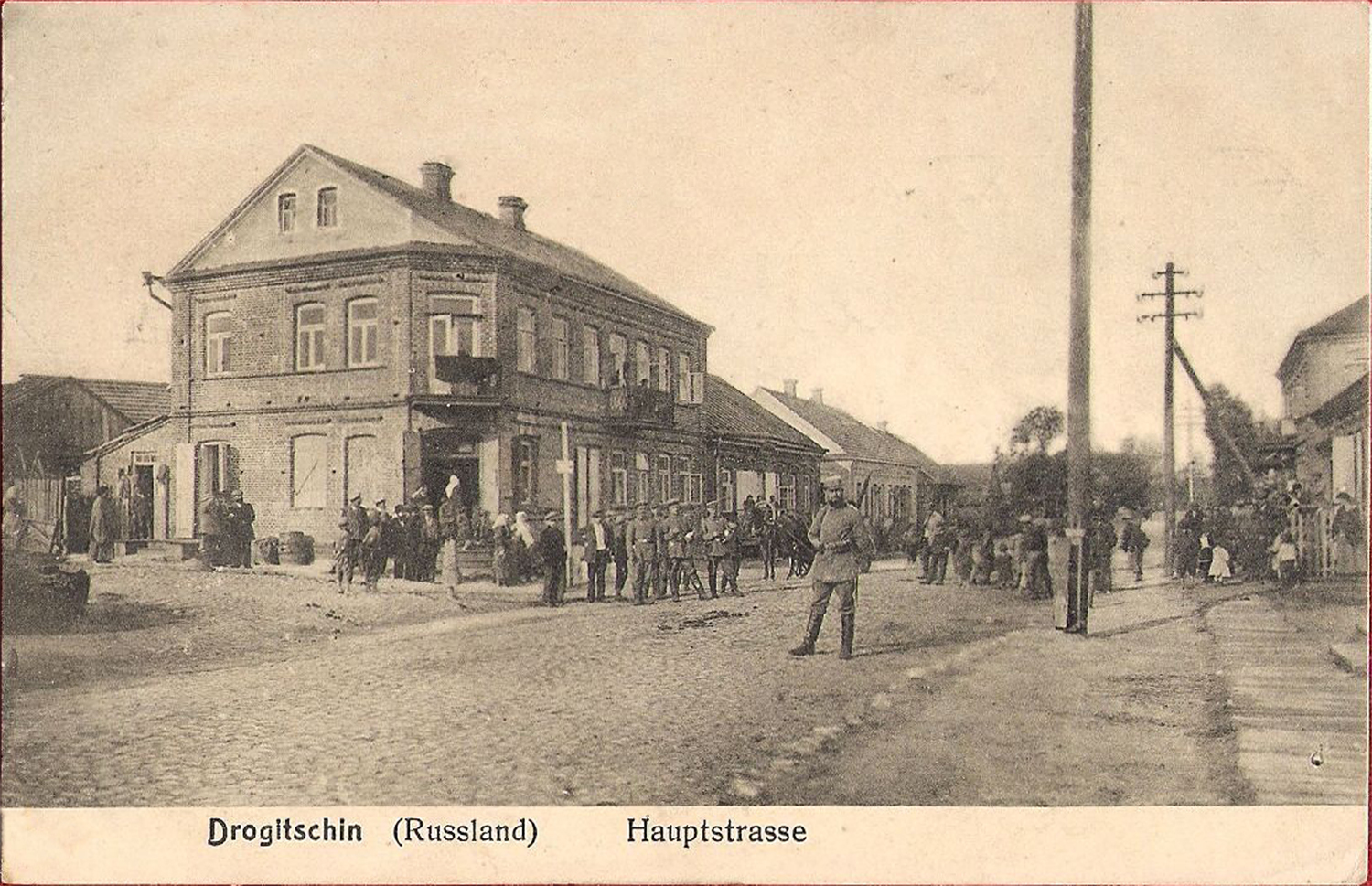
Дрогичин; фотография 1916 года

Возле Дрогичина было раскопано пять погребений культуры абажурных (подклёшевых) погребений, из них две урновых и три ямных.
В письменных источниках Дрогичин впервые упоминается в 1452 году как село Довечоровичи. С 1623 года Довечоровичи получили право местечка в составе Великого княжества Литовского. В источниках 1655 года местечко впервые называется Дрогичином. В XVII веке употреблялись два официальных названия: Дрогичин и Довечоровичи.
Согласно инвентарю 1778 года Дрогичин считался городом, центром которого была прямоугольная торговая площадь с деревянной ратушей (заканчивалась альтанкой, увенчанной металлическим куполом с гербом города), возле которой стояла деревянная корчма с торговыми рядами и башнеподобной брамой. От площади в радиальных направлениях расходились улицы Перковичская, Пинская и Хомская, вдоль которых и концентрировались здания (все здания были деревянными). В состав Дрогичина входили предместья Заречка и Староселье.
В 1778 году в городе с деревнями предместьями Старосельем и Заречкой насчитывалось 785 жителей, из них христиан — 69 %, евреев — 31 %. С 1795 года Дрогичин в составе Российской империи. С 1801 года и на протяжении всего XIX века он как местечко Кобринского уезда входит в состав Гродненской губернии.
С 1897 года — 2258 жителей, 280 дворов, церковно-приходская школа, двухклассное народное училище, сельская больница. В 1905 году в Дрогичине с предместьями проживало около 3609 жителей. Основное занятие — сельское хозяйство, торговля, ремесло.
В преддверии Первой мировой войны в Дрогичине работали две маслобойни, завод по очистке мела, фабрика соломенных шляп (в 1914 году — 12 рабочих, выпущено продукции на 8 тысяч рублей), семь мельниц, на которых работало 36 рабочих.
С сентября 1915 по 1918 год Дрогичин был оккупирован войсками кайзеровской Германии, в 1919—1920 годах — поляками. В 1920—1939 годах — в составе Польши, поветовый центр Полесского (Брестского) воеводства, около 4 тысяч жителей.
Перед Великой Отечественной войной и в первые её дни в Дрогичине был размещен 20-й отдельный мотоциклетный полк. С 25 июня 1941 по 17 июля 1944 года был оккупирован немецкими войсками. На территории города (июль 1941 — 2 ноября 1942) находилось гетто. Из установленного комиссией ЧГК общего числа в 4991 человек, погибших за три года оккупации в Дрогичине и ближайших населённых пунктах, евреев было 3338 — в том числе жители самого Дрогичина, беженцы, а также евреи, перемещённые в Дрогичин из других гетто. Город освобождён войсками 1-го Белорусского фронта в ходе операции «Багратион».
В 1967 году посёлок Дрогичин был преобразован в город районного подчинения.
20 октября 1995 года административные единицы Дрогичинский район и город Дрогичин, имеющие общий административный центр, объединены в одну административную единицу — Дрогичинский район.
В 2024 году за высокие показатели, достигнутые в ходе проведения в 2023 году республиканского смотра санитарного состояния и благоустройства населённых пунктов Республики Беларусь, Дрогичин признан одним из победителей, награждён переходящим вымпелом.

## Население
Численность населения — 14 743 человек (на 1 января 2025 года). Численность населения — 14 856 человек (на 1 января 2023 года).
По данным на 1 января 2022 года, население города составило 14 855 человек.
| Численность населения:                                                                          |
| Графики недоступны из-за технических проблем. См. информацию на Фабрикаторе и на mediawiki.org. |

В 2017 году в Дрогичине родилось 163 и умерло 148 человек. Коэффициент рождаемости — 10,9 на 1000 человек (средний показатель по району — 11,5, по Брестской области — 11,8, по Республике Беларусь — 10,8), коэффициент смертности — 9,9 на 1000 человек (средний показатель по району — 19,2, по Брестской области — 12,8, по Республике Беларусь — 12,6).

## Экономика
Промышленный комплекс района представляют шесть предприятий:
- Трактороремонтный завод (по состоянию на 1 сентября 2021 года находится в стадии санации[22])
- Комбинат кооперативной промышленности[23]
- Райсельхозэнерго[24]
- Фармацевтическое предприятие «Экзон» (РУПП «Экзон-Глюкоза» по состоянию на 1 сентября 2021 года находится в стадии санации[22])
- Совместное предприятие «Фрост и К»[25]
- Комбикормовой завод (банкрот, по состоянию на 1 сентября 2021 года ликвидируется[22])
- Райагросервис (банкрот, ликвидируется[22])

Основные виды производимой продукции — ремонтная продукция, чугунное литье, запасные части к машинам для животноводства и кормопроизводства, минеральная вода, комбикорма. ОАО «Экзон» производит, лекарственные средства, биологически активные добавки и пищевые продукты, например как гематоген, сиропы, активированный уголь, глюкозу кристаллическую пищевую. Численность рабочих за 2021 год составляла 243 человека.
Аграрный сектор экономики района представлен 11-ю открытыми акционерными обществами, коммунальным сельскохозяйственным унитарным предприятием, сельскохозяйственным производственным кооперативом, государственным унитарным производственным предприятием, филиал «Дрогичинская межрайонная льносемстанция», общество с ограниченной ответственностью, частное унитарное предприятие, частное предприятие.
На территории района зарегистрирована 151 микро-, малая и средняя организация.

## Образование
В городе расположены учреждения образования «Средняя школа № 1 города Дрогичин», «Средняя школа № 2 города Дрогичин», «Гимназия города Дрогичин», «Областной аграрно-производственный колледж» (ранее-профессиональный лицей). А также 20 других учреждений образования, расположенных в Дрогичинском районе.

## Культура
Музыкальным образованием занимаются Дрогичинская школа искусств с филиалом в деревне Брашевичи, Антопольская горпоселковая музыкальная школа и три сельских — Бездежская, Хомская, Именинская. В районе работают 281 коллектив художественной самодеятельности, 12 из них носят почётное звание «Народный».
Далеко за пределами района известны народный ансамбль народной музыки и песни «Сваякі» и народный фольклорно-этнографический коллектив «Купалінка» Бездежского СДК, народные фольклорные коллективы «Таночак» и «Скібічанка» Гошевского СК и Липникского СДК, народный хор «Жывіца» и народный ансамбль «Заряночка» городского Дома культуры, народный ансамбль танца «Прыгажосць» Дрогичинской хореографической детской школы искусств.
25 августа 1994 года открыт Военно-исторический музей имени Д. К. Удовикова.

## События и мероприятия
- Ежегодно в мае проходит при Сретенской церкви проходит фестиваль духовных песнопений
- В 2016 году прошёл областной фестиваль «Дажынкi»

## Историко-культурное наследие
- Сретенская церковь (1863), ул. Ленина, 3 —  Историко-культурная ценность Республики Беларусь, шифр 113Г000174
- Костёл Божьей Матери (1928)
- Костёл Божьей Матери (новый костёл)
- Здание (1929—1934), ул. Ленина, 138 —  Историко-культурная ценность Республики Беларусь, шифр 113Г000280
- Могила лейтенанта И. П. Губанкова (1944) —  Историко-культурная ценность Республики Беларусь, шифр 113Д000175
- Могила жертв фашизма (1942) —  Историко-культурная ценность Республики Беларусь, шифр 113Д000176
- Братская могила советских воинов и партизан (1941—1944) —  Историко-культурная ценность Республики Беларусь, шифр 113Д000177
- Братская могила (1944), ул. Ленина —  Историко-культурная ценность Республики Беларусь, шифр 113Д000178
- Бескурганный могильник периода раннего железного века (III—II вв. до н. э.) —  Историко-культурная ценность Республики Беларусь, шифр 113В000179
- Церковь христиан веры евангельской
- Церковь евангельских христиан-баптистов

### Утраченное наследие
- Часовня на кладбище
- Монастырь францисканцев (1749)

## Галерея

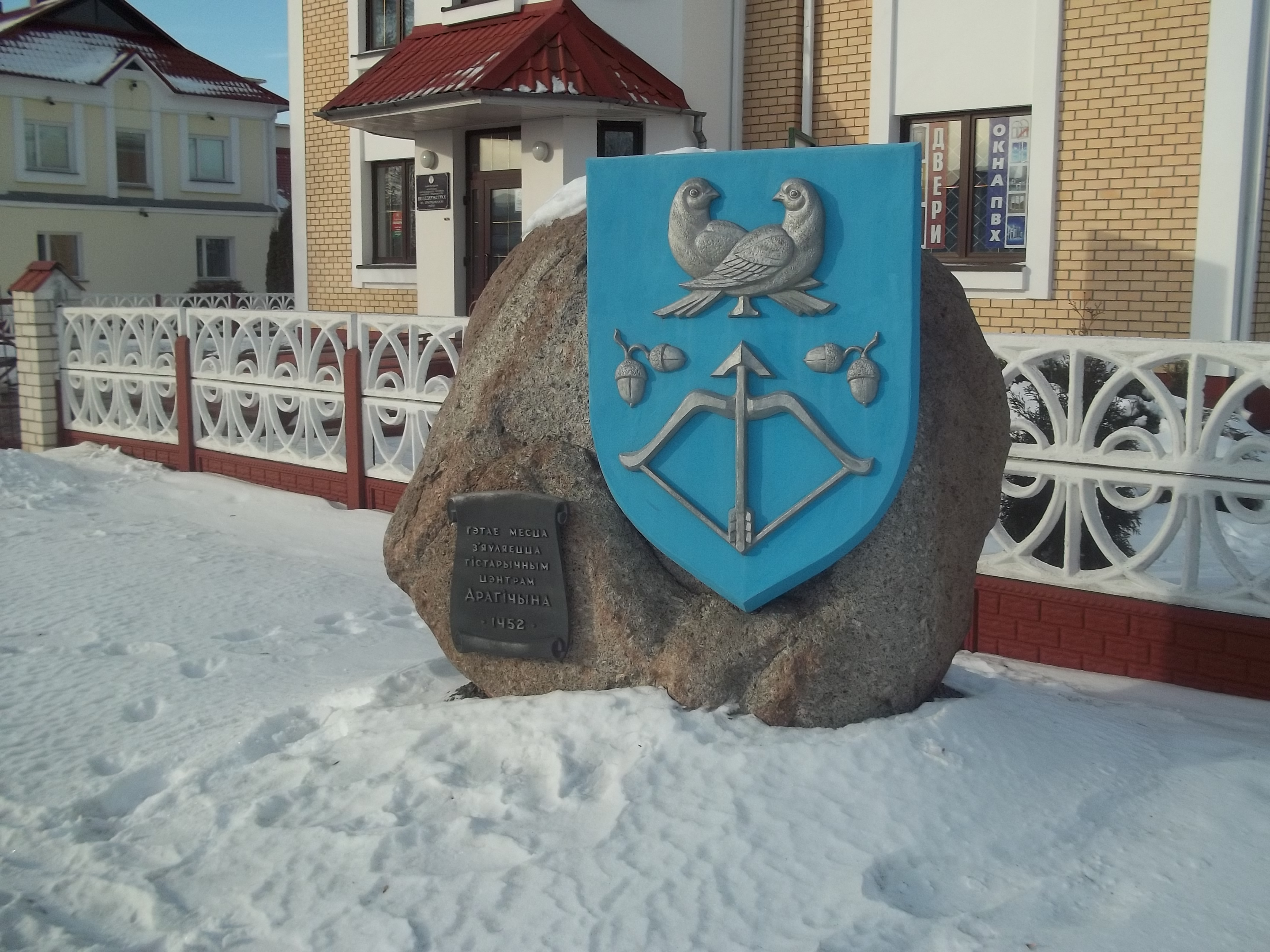
Памятник основанию Дрогичина
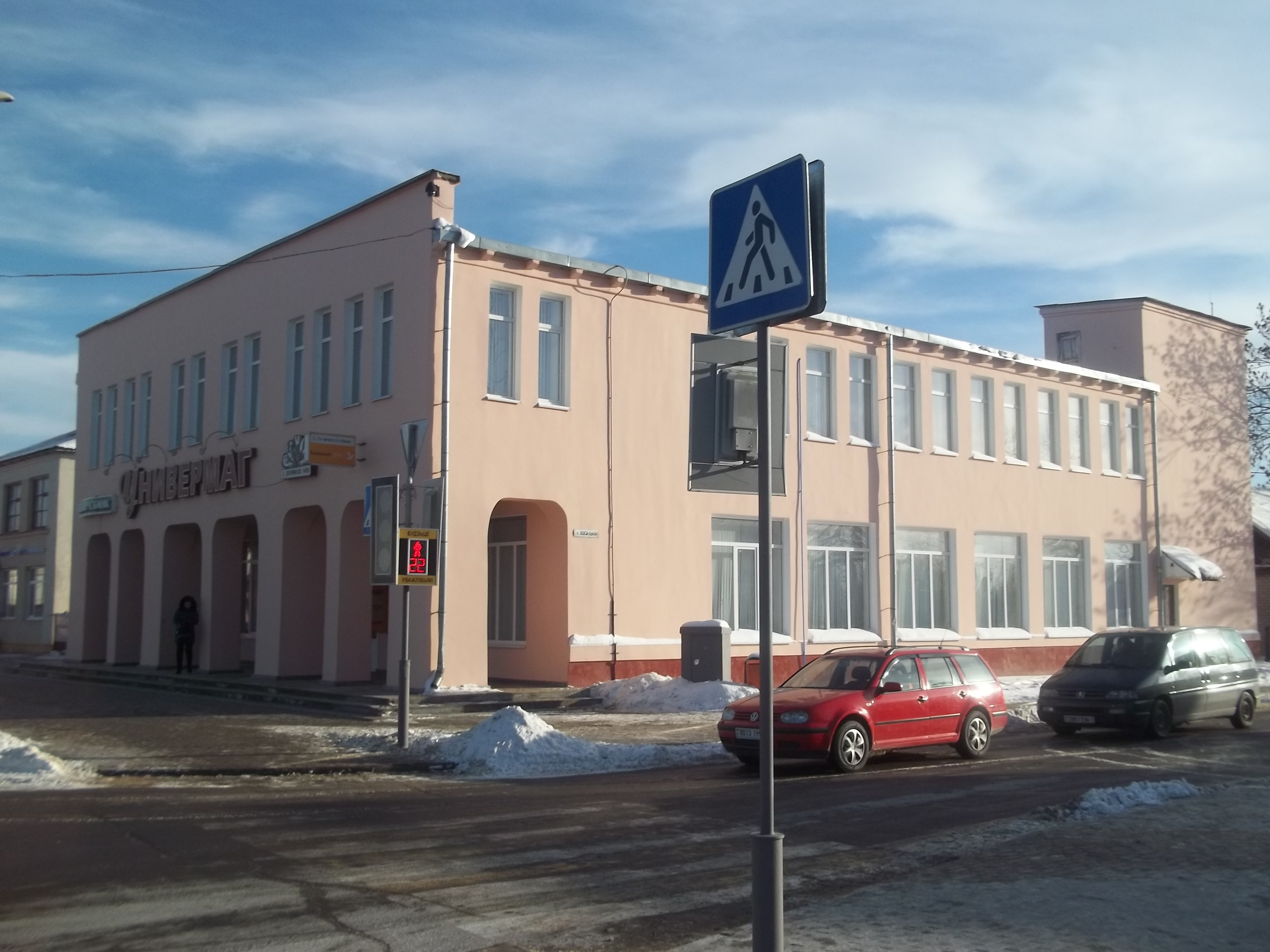
Универмаг
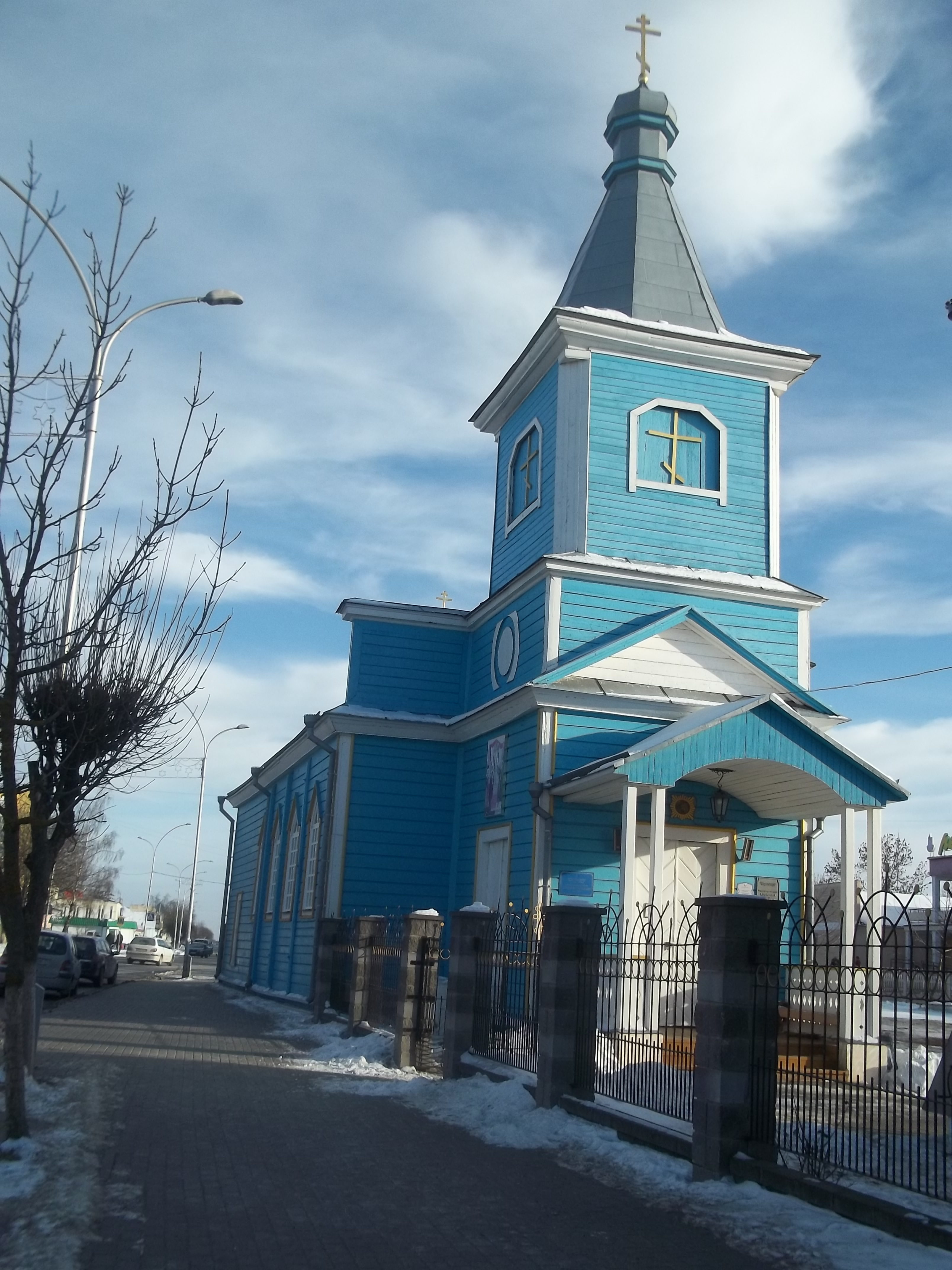
Сретенская церковь

## Радио
- Юмор FM — 89.5 МГц
- Первый Национальный канал Белорусского радио — 95.0 МГц
- Канал Культура Белорусского радио — 101.8 МГц
- Радиус FM — 102.4 МГц
- Радио Брест — 104.2 МГц